# Ramon Garriga i Boixader
Ramon Garriga i Boixader (Vic, Osona, 21 de novembre de 1876 - Samalús, Vallès Oriental, ⁣22 de març de 1968) va ser un escriptor, poeta i eclesiàstic català. També va ser un escultor de figures de pessebre.
Ordenat sacerdot el 1901, fou vicari del seu germà Àngel i rector de Cerdanyola del Vallès. Cap al 1915 es retirà a Samalús, al Vallès Oriental, i per això fou conegut amb el sobrenom de l'Ermità de Samalús.

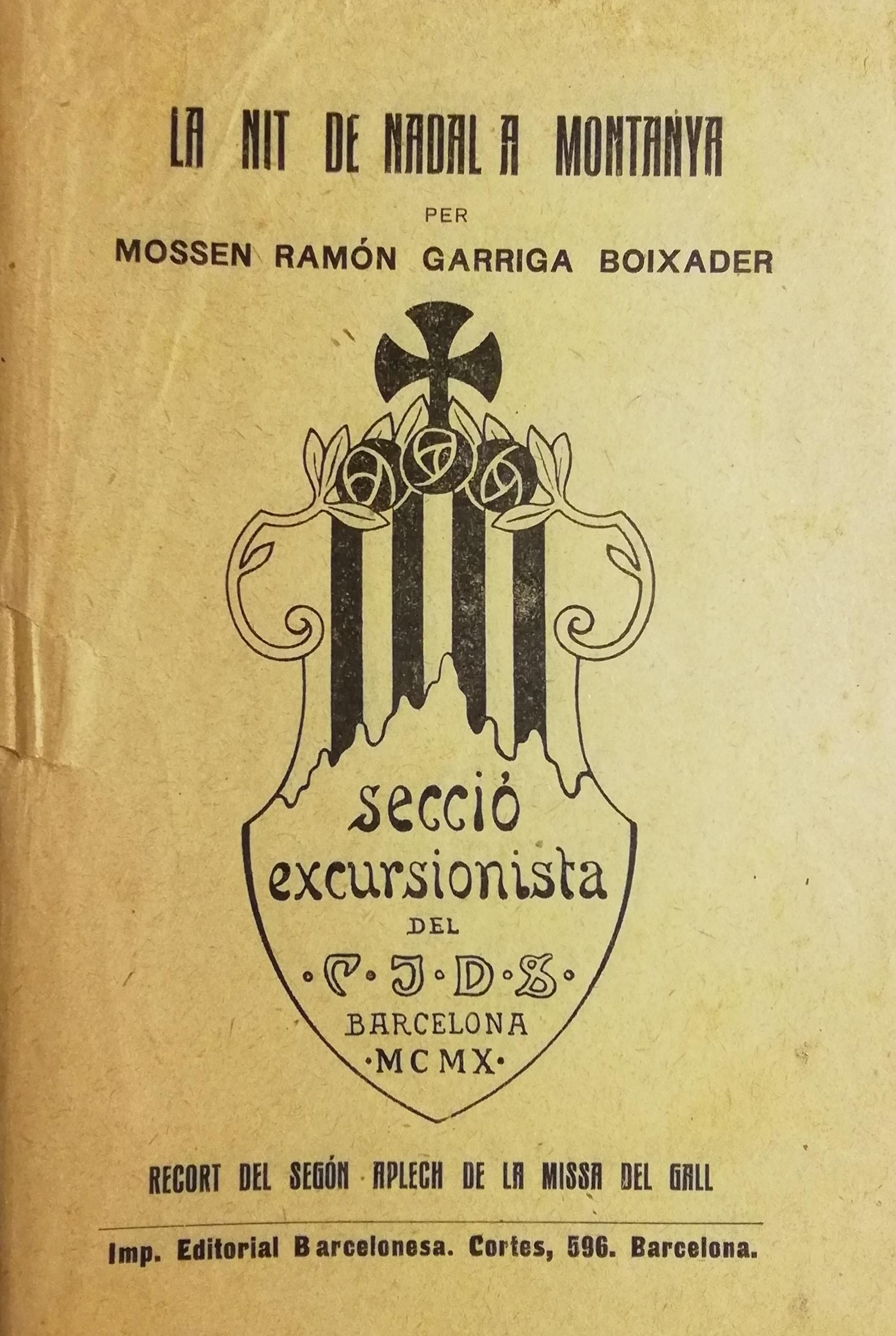
Llibret de record d'una missa del gall celebrada per mossèn Ramon Garriga i Boixader l'any 1912

Participà sovint als Jocs Florals de Barcelona, on guanyà diversos premis. El 1926 fou proclamat Mestre en Gai Saber. La seva poesia es caracteritzà per ser bàsicament religiosa i popular.

## Obra
El 1908 va publicar Del meu dietari, el 1909 Contes blancs i el 1911 Estampes i calcomanies. Va estrenar a Barcelona els drames La glòria, el 1929, i Cronos o la moneda d'or el 1951.
Poesies presentades als Jocs Florals de Barcelona
- Nit de Sant Joan. Orgia. (1920)
- Nit dels Morts. (1920)
- Per amor a l'horta. (1920)
- Lluna de Pasqua. (1920, 2n accèssit a la Viola d'or i d'argent)
- La casa vella. (1921, premi de la Flor Natural)
- Nit de Sant Joan (1923)
- Les àvies de la Seu. (1924)
- Poema de mitja nit. (1926, premi de l'Englantina d'or)
- La meva enamorada. (1926, premi de la Viola d'or i d'argent)
- Les noces del grill. Folk-lore. (1928)
- Invocació a la Puput. (1931)
- De quan vivia. (1931)
- Figures de rectoria. (1931)
- Visions del meu camí. (1932, 1r accèssit a la Flor Natural)
- Primaveral (1933)
- Tardoral (1933)
- Al·leluies (1934, premi extraordinari dels Mantenidors)